# Електронний засіб навчання
Електро́нний (віртуа́льний, інтеракти́вний, мультимеді́йний, навча́льний об'є́кт) за́сіб навча́ння (ЕЗН) — це програма або файл спеціального призначення, основна роль якого полягає в більш детальному та наочному викладанні навчального матеріалу та безпосередній взаємодії зі здобувачем. Звичайно зберігається на цифрових або аналогових носіях даних і відтворюється за допомогою персонального комп'ютера (ПК).

## Застосування
Основна задача, яка ставиться при створенні ЕЗН, — здійснити перетворення реального об'єкта вивчення у візуальну інформацію, яка засвоюється набагато краще. Тобто, засоби навчання описують об'єкт вивчення або створюють його замінник (модель), виділяють предмет вивчення і представляють його для засвоєння.
В залежності від поставленої задачі, складності програмної реалізації та інших факторів до електронних засобів навчання можна віднести:
- електронні таблиці;
- електронні бібліотеки;
- презентації;
- тестові завдання;
- віртуальні лабораторні роботи;
- операційні системи;
- бази даних;
- відео курси;
- інше.

## Середовища програмної реалізації
Середовища для створення електронних засобів навчання можна розділити на дві групи:
- середовища, які не вимагають особливих знань (мов програмування), а реалізація проєкту відбувається шляхом використання інтегрованих елементів програми.
- спеціалізовані середовища реалізації.

До першої категорії можна віднести такі середовища розробки проєктів та реалізації мультимедіа(Authoring system) як PILOT, TUTOR та інші.
Серед найпоширеніших спеціалізованих середовищ для створення електронних засобів навчання можна виділити наступні: Microsoft Office Excel (електронні таблиці), Microsoft Office Access (бази даних), Microsoft Office Power Point (презентації), Visual Studio (лабораторні роботи, тести), Borland C++ Builder (лабораторні роботи, тести), Macromedia Flash (інтерактивний матеріал, презентації), Adobe® Flash® Professional CS 5 (інтерактивний матеріал, презентації), Camtasia Studio (робота з відео) та інші.
Кожна програма має інструментарій та ряд вбудованих функцій, які дозволяють без професійної підготовки створювати повноцінні додатки. Деякі з них, такі як C++ Builder, Adobe® Flash, вимагають знання певної мови програмування. Звичайно це С++, JavaScript, ActionScript, HTML 5 тощо.
Більшість програм є платними та вимагають ліцензії при використанні.

## Сучасний стан
Міністерство освіти і науки України зацікавлено в розробці сучасних конкурентоспроможних засобів навчання з різних дисциплін. Наприклад Інтерактивні навчальні програми для Android з акцентом на мотивацію навчання розроблене в Україні — Neya English  та видавництво www.plus1s.com. Але досі не має чітких вимог до оформлення електронних засобів навчання, що часто спричиняє проблеми при їх інтеграції на інші ПК.
Світова тенденція, що спостерігається у сучасному світі стосовно електронних засобів навчання, пов'язана з відкритими освітніми ресурсами.

## Українські розробники
Видавництво plus1s 
Видавництво Розумники